# 제인 브룩
제인 브룩(Jayne Brook, 1960년 9월 16일 ~ )는 미국의 배우이다.
노스브룩에서 태어났다.

## 출연 작품
- 프라이빗 프랙티스 (2007년)
- 데이비드를 찾아서 (2004년)
- 미스테리 맨 (2002년) - 제이미 에버리 역
- 더 디스트릭트 (2000년)
- 나의 마음 속으로 (1998년) - 캣 역
- 가타카 (1997년)
- 에드 (1996년)
- 라스트 댄스 (1996년)
- 바이 바이 러브 (1995년)
- 결혼의 끝 (1994년)
- 탐정 포그와 애완견 애꾸 (1994년) - 폴라 역
- 메이플가의 시련 (1992, Doing Time on Maple Drive)
- 돈 텔 맘 (1991년)
- 엔드리스 게임 (1990년)
- 유치원에 간 사나이 (1990년)
- 슈퍼맨 4 - 최강의 적 (1987년)

### 텔레비전
- 익명인 : 정체불명의 사나이
- 시카고 메디컬 (1994년)
- LA 로 (1986년)